# Provincia di Barahona

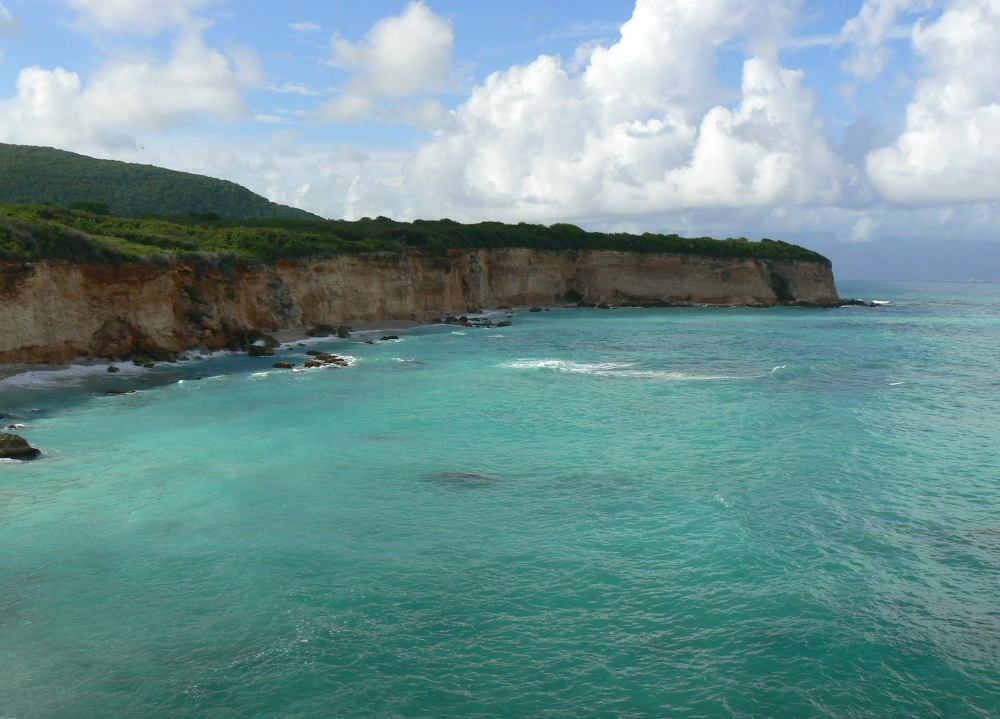
Scogliera nei pressi di El Quemaíto.

Barahona  è una delle 32 province della Repubblica Dominicana. Il suo capoluogo è Santa Cruz de Barahona. Malgrado la presenza di interessanti attrattive turistiche, la zona non ha un interesse particolare, i prezzi di abitazioni in vendita o affitto sono bassi. Rimane un problema, la micro criminalità, relativamente sotto controllo dove il Governo desidera incentivare il turismo.

## Geografia antropica

### Suddivisioni amministrative
La provincia si suddivide in 11 comuni e 10 distretti municipali (distrito municipal - D.M.):
| Comune                 | Popolazione totale al 2010 |
| ---------------------- | -------------------------- |
| Cabral                 | 15.564                     |
| El Peñón               | 4.522                      |
| Enriquillo             | 14.838                     |
| Fundación              | 9.087                      |
| Jaquimeyes             | 4.459                      |
| La Ciénaga             | 8.632                      |
| Las Salinas            | 5.852                      |
| Paraíso                | 14.903                     |
| Polo                   | 10.480                     |
| Santa Cruz de Barahona | 89.327                     |
| Vicente Noble          | 22.938                     |
| Provincia di Barahona  | 200.602                    |